# Allonnes (Sarthe)
Allonnes is een gemeente in het Franse departement Sarthe (regio Pays de la Loire). De plaats maakt deel uit van het arrondissement Le Mans. De gemeente telde 10.740 inwoners op 1 januari 2022.

## Geschiedenis

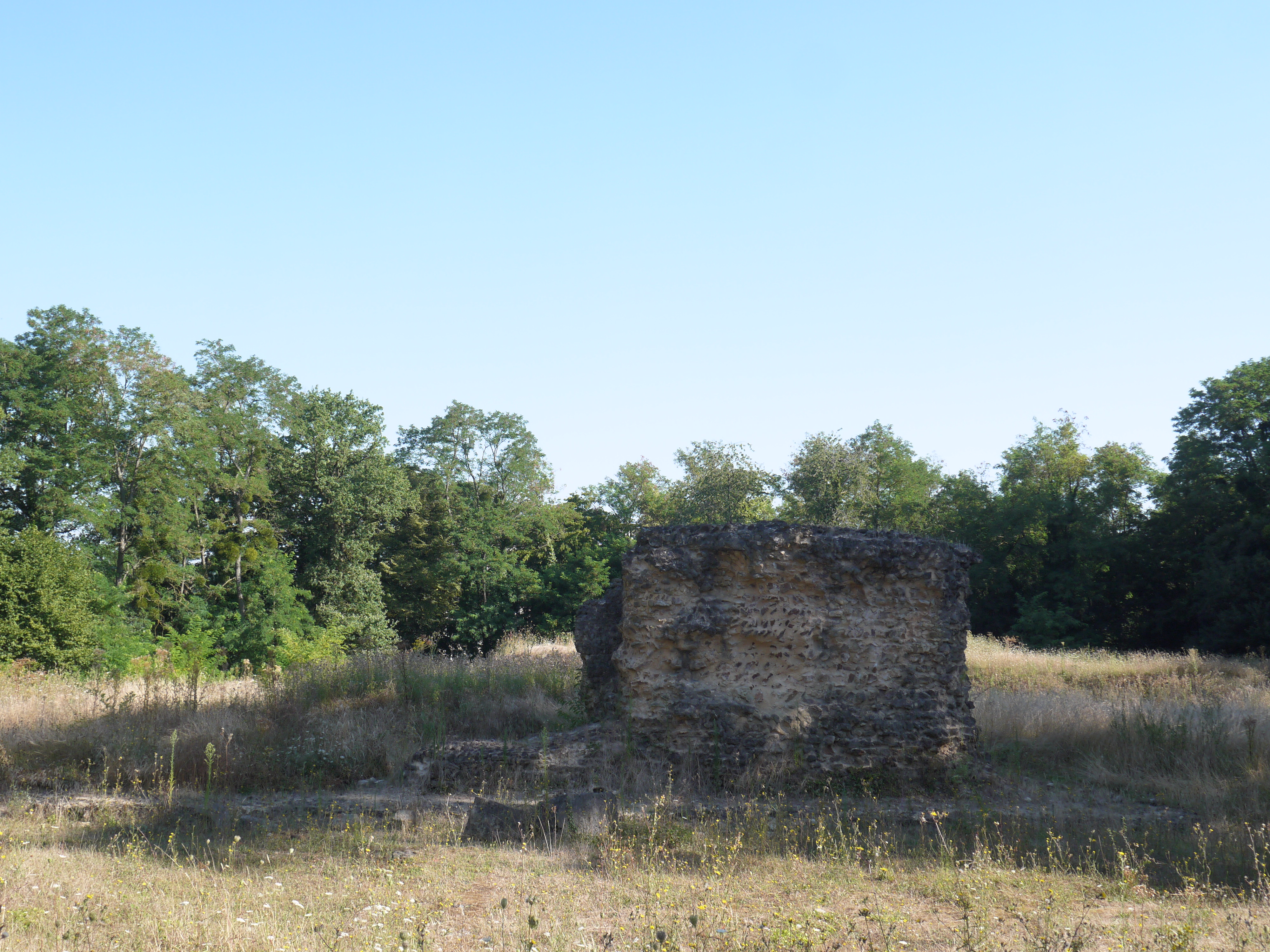
Resten van het heiligdom van Mars Mullo

In de oudheid lagen verschillende publieke gebouwen van de Gallo-Romeinse stad Civitas Cenomanum (Le Mans) op het grondgebied van de gemeente Allonnes: thermen en een heiligdom gewijd aan Mars Mullo. Allonnes werd voor het eerst vermeld in het testament van Bertrand, bisschop van Le Mans, in 616. 
Allonnes was met een houten brug over de Sarthe verbonden met Le Mans. Deze brug werd in 1884 vervangen door een metalen exemplaar. Tussen 1897 en 1946 reed de tram tussen Le Mans en Mayet over deze brug en door Allonnes. Na de Tweede Wereldoorlog verstedelijkte de gemeente snel door de instroom van fabrieksarbeiders. Vanaf 1959 werden voor hen appartementsgebouwen neergezet.

## Geografie
De oppervlakte van Allonnes bedroeg op 1 januari 2022 18,07 vierkante kilometer; de bevolkingsdichtheid was toen 594,4 inwoners per km². De gemeente wordt in het oosten begrensd door de Sarthe.
De onderstaande kaart toont de ligging van Allonnes met de belangrijkste infrastructuur en aangrenzende gemeenten.

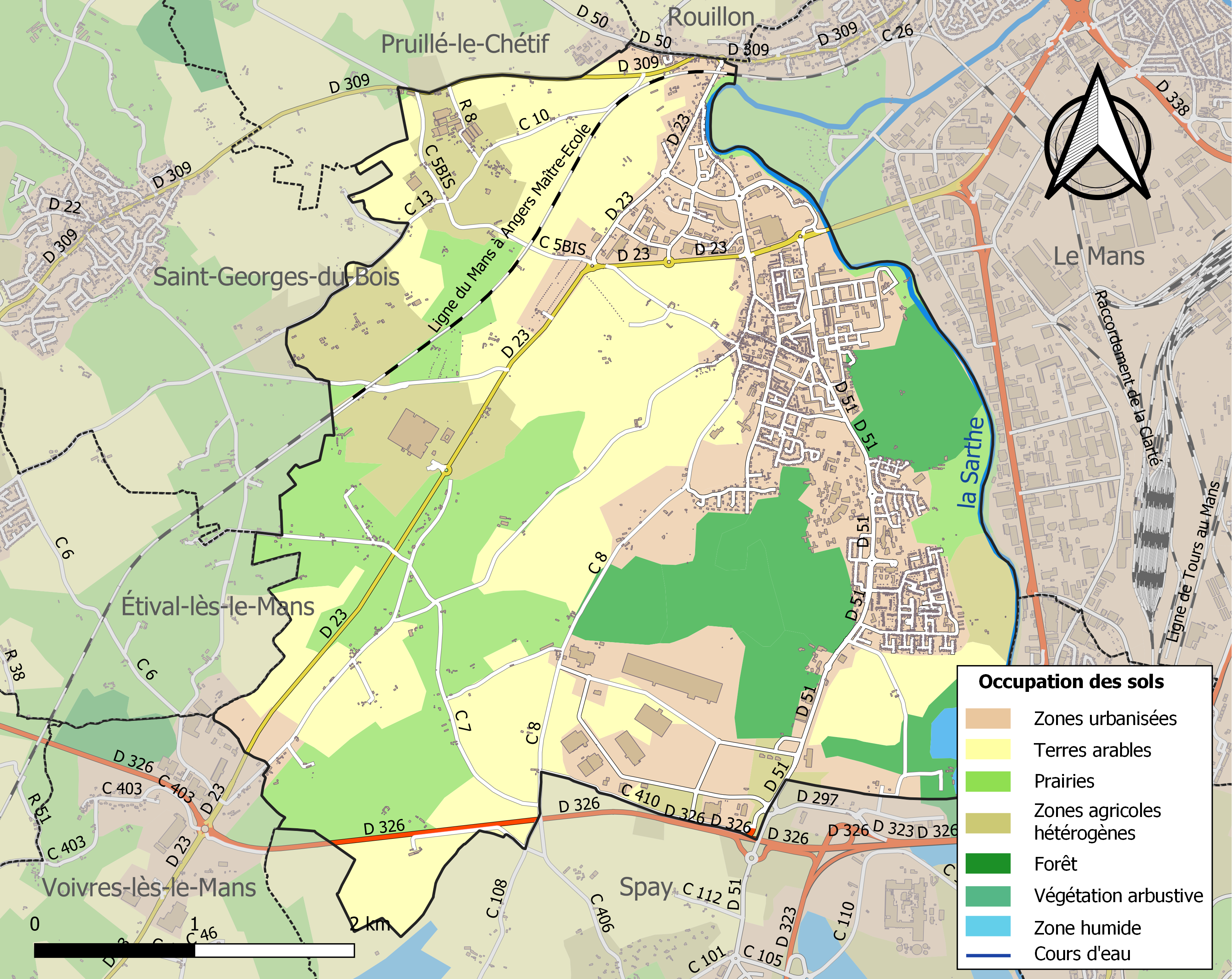

## Demografie
Onderstaande figuur toont het verloop van het inwonertal (bron: INSEE-tellingen).